# The Other Side of the Sky
The Other Side of the Sky este o colecție de povestiri științifico-fantastice scrise de Arthur C. Clarke și publicată în 1958 de Harcourt Brace.

## Cuprins
- Bibliographical Note
- "The Nine Billion Names of God"
- "Refugee"
- The Other Side of the Sky (vignettes):
  - "Special Delivery"
  - "Feathered Friends"
  - "Take a Deep Breath"
  - "Freedom of Space"
  - "Passer-by"
  - "The Call of the Stars"
- "The Wall of Darkness"
- "Security Check"
- "No Morning After"
- Venture to the Moon (vignettes):
  - "The Starting Line"
  - "Robin Hood, F.R.S."
  - "Green Fingers"
  - "All That Glitters"
  - "Watch This Space"
  - "A Question of Residence"
- "Publicity Campaign"
- "All the Time in the World"
- "Cosmic Casanova"
- "The Star"
- "Out of the Sun"
- "Transience"
- "The Songs of Distant Earth"

## Legături externe
- en  Istoria publicării lucrării The Other Side of the Sky la Internet Speculative Fiction Database